# Max Blecher
M. Blecher, kallad ömsom Marcel och Max, född den 8 september 1909 i Botoșani, död den 31 maj 1938 i Roman, var en rumänsk judisk författare. 
Blecher studerade i Roman och flyttade efter sin examen till Paris för att studera medicin. Kort därefter, 1928, fick han diagnosen Potts sjukdom och tvingades avbryta sina studier. Under de tio återstående åren av sitt liv var han sängliggande och förlamad på grund av sin sjukdom. Trots detta skrev han och publicerade sitt första verk 1930. 1934 publicerades Corp transparent (Genomskinlig kropp), ett poetiskt verk. 1935 flyttade hans föräldrar honom till ett hus i utkanten av Roman, där han fortsatte att skriva fram till sin död 1938, 28 år gammal. Under sin livstid publicerade han ytterligare två större verk, Întâmplări în irealitate imediată (Händelser ur den omedelbara overkligheten) och Inimi cicatrizate (Ärrade hjärtan) samt ett flertal kortare poetiska verk, artiklar och översättningar. Vizuina luminată: Jurnal de sanatoriu (Upplyst gryt: Sanatoriedagbok) publicerades postumt delvis 1947 och fullständigt 1971.

## Utgåvor på svenska[5]
- 2010 – Händelser ur den omedelbara overkligheten (övers Inger Johansson) ISBN 978-91-7327-041-0
- 2021 – Upplyst gryt (övers Inger Johansson) ISBN  978-91-7327-289-6